# Richard Rodd
Pour les articles homonymes, voir Rodd.
Richard Rodd est un parlementaire anglais du XVIIe siècle.

## Biographie
Il est le fils aîné d'un commerçant prospère dont le nom de famille viendrait du hameau Rodd, à la frontière du Herefordshire en Angleterre et du comté de Radnorshire au pays de Galles. Vers la fin du XVIe siècle, il commence à y faire construire un manoir,. Vers 1600, il acquiert par le mariage des terres dans le Devon, et s'installe à Totnes avec son épouse. De là, il exporte des tissus vers la France,.
Héritant du domaine familial à la frontière anglo-galloise à la mort de son père en 1603, il demeure néanmoins à Totnes, dont il devient le maire de 1616 à 1617. Il est élu député de la ville à la Chambre des communes pour le parlement de 1621, siégeant ainsi avec son frère James Rodd (député de Hereford) au Parlement d'Angleterre. Il ne semble pas avoir été un député très actif, et ne brigue pas de second mandat. Il est à nouveau maire de Totnes de 1627 à 1628, puis s'établit au manoir familial. En 1632 il devient shérif du comté du Radnorshire, au pays de Galles. Il meurt le 10 décembre 1633 et est inhumé à Presteigne (la ville voisine du domaine de Rodd) dans le Radnorshire.